# Райони Таджикистану

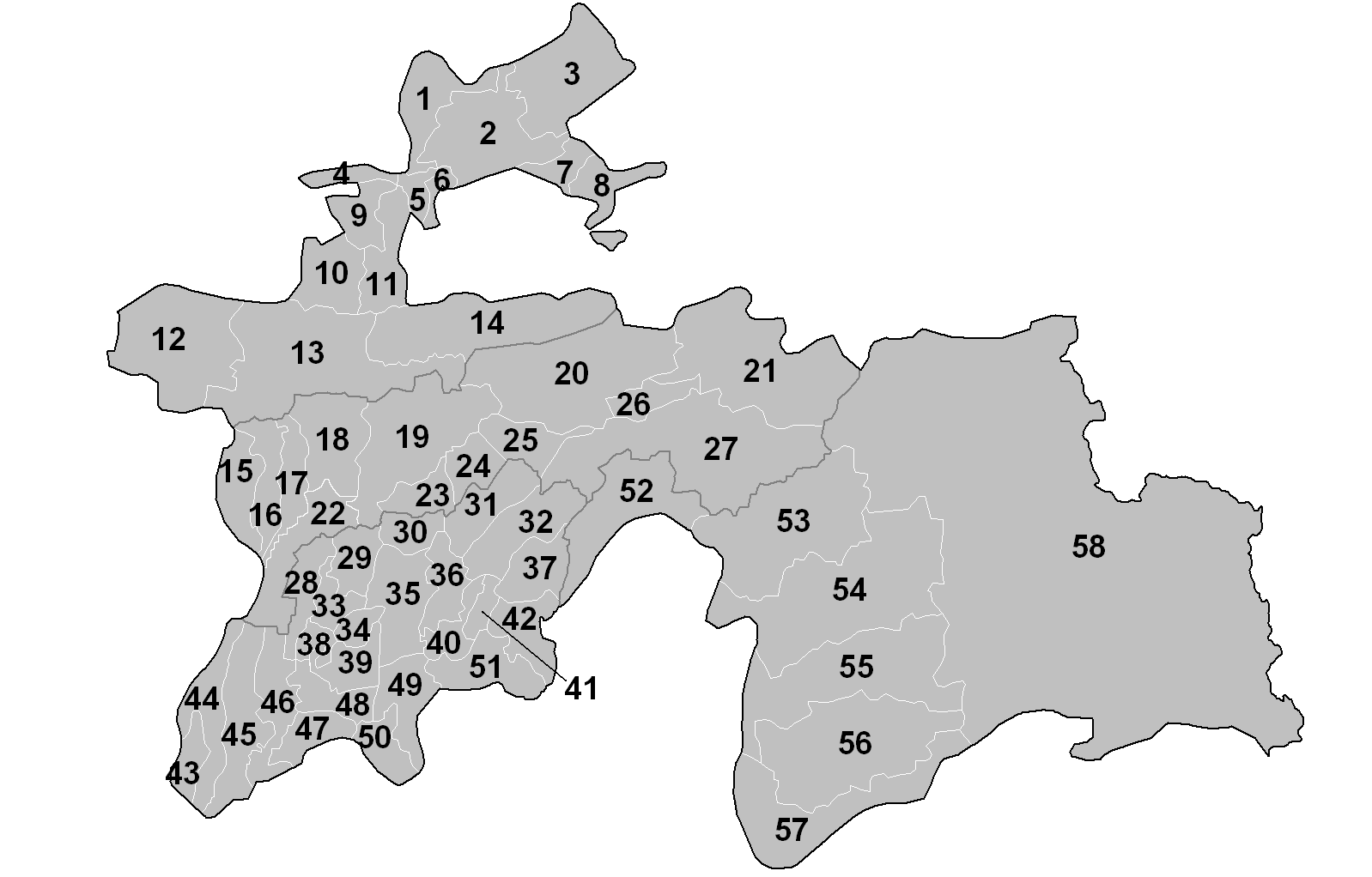
Райони Таджикистану до 2017 року

Станом на 2020 рік Таджикистан поділяється на 47 районів (таджицькою: ноҳия, нохія), не враховуючи 4 райони, що належать до столиці міста Душанбе, і 18 міст обласного підпорядкування (включаючи Душанбе, позарегіональна столиця). У 2017 році було 58 районів. Райони далі поділяються на сільські муніципалітети, які називаються джамоатами, які, у свою чергу, далі поділяються на села (або деха чи кишлок).
Нумерація районів йде за картою.

## Согдійський вілоят
Райони:
| №  | Назва одиниці адміністративно-територіального поділу | Оригінальна назва        | Адміністративний центр | Населення (2020) |
| -- | ---------------------------------------------------- | ------------------------ | ---------------------- | ---------------- |
| 1  | Матчинська нохія                                     | Ноҳияи Мастчоҳ           | Бустон                 | 128,400          |
| 2  | Гафуровська нохія                                    | Ноҳияи Ғафуров           | Гафуров                | 380,500          |
| 3  | Аштська нохія                                        | Ноҳияи Ашт               | Шайдон                 | 168,100          |
| 4  | Зафарабадська нохія                                  | Ноҳияи Зафаробод         | Зафарабад              | 75,900           |
| 5  | Спітаменська нохія                                   | Ноҳияи Спитамен          | Навкат                 | 141,600          |
| 6  | Расуловська нохія                                    | Ноҳияи Расулов           | Мехробод               | 137,700          |
| 10 | Шахрістанська нохія                                  | Ноҳияи Шаҳристон         | Шахрістан              | 43,700           |
| 11 | Ганчинська нохія                                     | Ноҳияи Деваштич          | Ганчі                  | 173,500          |
| 13 | Айнинська нохія                                      | Ноҳияи Айнӣ              | Айні                   | 83,600           |
| 14 | Гірсько-Матчинська нохія                             | Ноҳияи Кӯҳистони Мастчоҳ | Мехрон                 | 25,400           |

Міста обласного підпорядкування:
| №  | Місто      | Оригінальна назва | Населення (2020) |
| -- | ---------- | ----------------- | ---------------- |
| 7  | Канібадам  | Конибодом         | 211,100          |
| 8  | Ісфара     | Исфара            | 274,000          |
| 9  | Істаравшан | Истаравшан        | 273,500          |
| 12 | Пенджикент | Панҷакент         | 303,000          |
| -  | Худжанд    | Хуҷанд            | 183,600          |
| -  | Істіклол   | Истиқлол          | 17,900           |
| -  | Ґулістон   | Гулистон          | 49,200           |
| -  | Бустон     | Бӯстон            | 36,900           |

## Райони республіканського підпорядкування
Райони:
| №  | Назва одиниці адміністративно-територіального поділу | Оригінальна назва | Адміністративний центр | Населення (2020) |
| -- | ---------------------------------------------------- | ----------------- | ---------------------- | ---------------- |
| 16 | Шахрінавська нохія                                   | Ноҳияи Шаҳринав   | Шахрінав               | 123,000          |
| 18 | Варзобська нохія                                     | Ноҳияи Варзоб     | Варзоб                 | 82,200           |
| 20 | Раштська нохія                                       | Ноҳияи Рашт       | Рашт                   | 127,400          |
| 21 | Лахшська нохія                                       | Ноҳияи Лахш       | Лахш                   | 66,400           |
| 22 | Рудакська нохія                                      | Ноҳияи Рӯдакӣ     | Рудакі                 | 518,200          |
| 23 | Файзабадська нохія                                   | Ноҳияи Файзобод   | Файзабад               | 103,600          |
| 25 | Нурабадська нохія                                    | Ноҳияи Нуробод    | Дарбанд                | 82,100           |
| 26 | Таджикабадська нохія                                 | Ноҳияи Тоҷикобод  | Таджикабад             | 46,000           |
| 27 | Нохія Сангвор                                        | Ноҳияи Сангвор    | Тавільдара             | 23,300           |

Міста обласного підпорядкування:
| №  | Місто      | Оригінальна назва | Населення (2020) |
| -- | ---------- | ----------------- | ---------------- |
| -  | Душанбе    | Душанбе           | 863,400          |
| 15 | Турсунзаде | Турсунзода        | 298,800          |
| 17 | Гісар      | Ҳисор             | 308,100          |
| 19 | Вахдат     | Ваҳдат            | 342,700          |
| 24 | Рогун      | Роғун             | 44,100           |

Райони Душанбе:
| № | Назва одиниці адміністративно-територіального поділу | Оригінальна назва     |
| - | ---------------------------------------------------- | --------------------- |
| 1 | Нохія Ібн Сіни                                       | Ноҳияи Сино           |
| 2 | Нохія Фірдавсі                                       | Ноҳияи Фирдавсӣ       |
| 3 | Нохія Ісмоїлі Сомоні                                 | Ноҳияи Исмоили Сомонӣ |
| 4 | Нохія Шохмансур                                      | Ноҳияи Шоҳмансур      |

## Хатлонський вілоят
Райони:
| №  | Назва одиниці адміністративно-територіального поділу | Оригінальна назва                     | Адміністративний центр | Населення (2020) |
| -- | ---------------------------------------------------- | ------------------------------------- | ---------------------- | ---------------- |
| 28 | Хурасанська нохія                                    | Ноҳияи Хуросон                        | Обікіїк                | 116,500          |
| 29 | Яванська нохія                                       | Ноҳияи Ёвон                           | Яван                   | 234,600          |
| 31 | Балджувонська нохія                                  | Ноҳияи Балҷувон                       | Балджувон              | 30,400           |
| 32 | Ховалінзька нохія                                    | Ноҳияи Ховалинг                       | Ховалінг               | 57,900           |
| 33 | Нохія Абдурахмоні Джомі                              | Ноҳияи Абдураҳмони Ҷомӣ               | Абдурахмоні Джомі      | 175,800          |
| 35 | Дангаринська нохія                                   | Ноҳияи Данғара                        | Дангара                | 161,000          |
| 36 | Темурмаліцька нохія                                  | Ноҳияи Темурмалик                     | Бахманруд              | 69,800           |
| 37 | Мумінободська нохія                                  | Ноҳияи Мӯъминобод                     | Мумінобод              | 94,700           |
| 38 | Кушонійонська нохія                                  | Ноҳияи Кӯшониён                       | Ісмаїлі Сомоні         | 245,900          |
| 39 | Вахська нохія                                        | Ноҳияи Вахш                           | Вахш                   | 199,300          |
| 40 | Восейська нохія                                      | Нрҳияи Восеъ                          | Хулбук                 | 216,500          |
| 42 | Нохія імені Шамсіддіна Шохіна                        | Ноҳияи ба номи Шамсиддин Шоҳин        | Шурообод               | 55,500           |
| 43 | Нохія Носірі Хусрава                                 | Ноҳияи Носири Хусрав                  | Бахор                  | 39,300           |
| 44 | Шахрітуська нохія                                    | Ноҳияи Шаҳритӯс                       | Шахрітус               | 130,000          |
| 45 | Кубодійонська нохія                                  | Ноҳияи Қубодиён                       | Кабодійон              | 188,100          |
| 46 | Дустинська нохія                                     | Ноҳияи Дӯстӣ                          | Джилікуль              | 117,100          |
| 47 | Джайхунська нохія                                    | Ноҳияи Ҷайҳун                         | Дусті                  | 139,000          |
| 48 | Нохія Джалолідіна Румі                               | Ноҳияи Ҷалолиддини Балхӣ              | Балх                   | 201,300          |
| 49 | Фархорська нохія                                     | Ноҳияи Фархор                         | Фархор                 | 170,800          |
| 50 | Пяндзька нохія                                       | Ноҳияи Панҷ                           | Пяндж                  | 119,700          |
| 51 | Нохія імені Мір Саїда Алії Хамадоні                  | Ноҳияи ба номи Мир Саид Алии Ҳамадонӣ | Маскав                 | 148,800          |

Міста обласного підпорядкування:
| №  | Місто    | Оригінальна назва | Населення (2020) |
| -- | -------- | ----------------- | ---------------- |
| -  | Бохтар   | Бохтар            | 111,800          |
| 30 | Нурек    | Норак             | 61,500           |
| 34 | Левакант | Левакант          | 48,300           |
| 41 | Куляб    | Кӯлоб             | 214,700          |

## Горно-Бадахшанський автономний вілоят
Райони:
| №  | Назва одиниці адміністративно-територіального поділу | Оригінальна назва | Адміністративний центр | Населення (2020) |
| -- | ---------------------------------------------------- | ----------------- | ---------------------- | ---------------- |
| 52 | Дарвозька нохія                                      | Ноҳияи Дарвоз     | Калаїхум               | 24,000           |
| 53 | Ванцька нохія                                        | Ноҳияи Ванҷ       | Ванч                   | 34,400           |
| 54 | Рушанська нохія                                      | Ноҳияи Рӯшон      | Рушан                  | 25,800           |
| 55 | Шугнанська нохія                                     | Ноҳияи Шуғнон     | Міденшор               | 38,000           |
| 56 | Рошткалинська нохія                                  | Ноҳияи Роштқалъа  | Рошткала               | 27,400           |
| 57 | Ішкашимська нохія                                    | Ноҳияи Ишкошим    | Ішкашим                | 32,900           |
| 58 | Мургабська нохія                                     | Ноҳияи Мурғоб     | Мургаб                 | 15,900           |

Міста обласного підпорядкування:
| № | Місто | Оригінальна назва | Населення (2020) |
| - | ----- | ----------------- | ---------------- |
| - | Хорог | Хоруғ             | 30,500           |